# Walter Besant

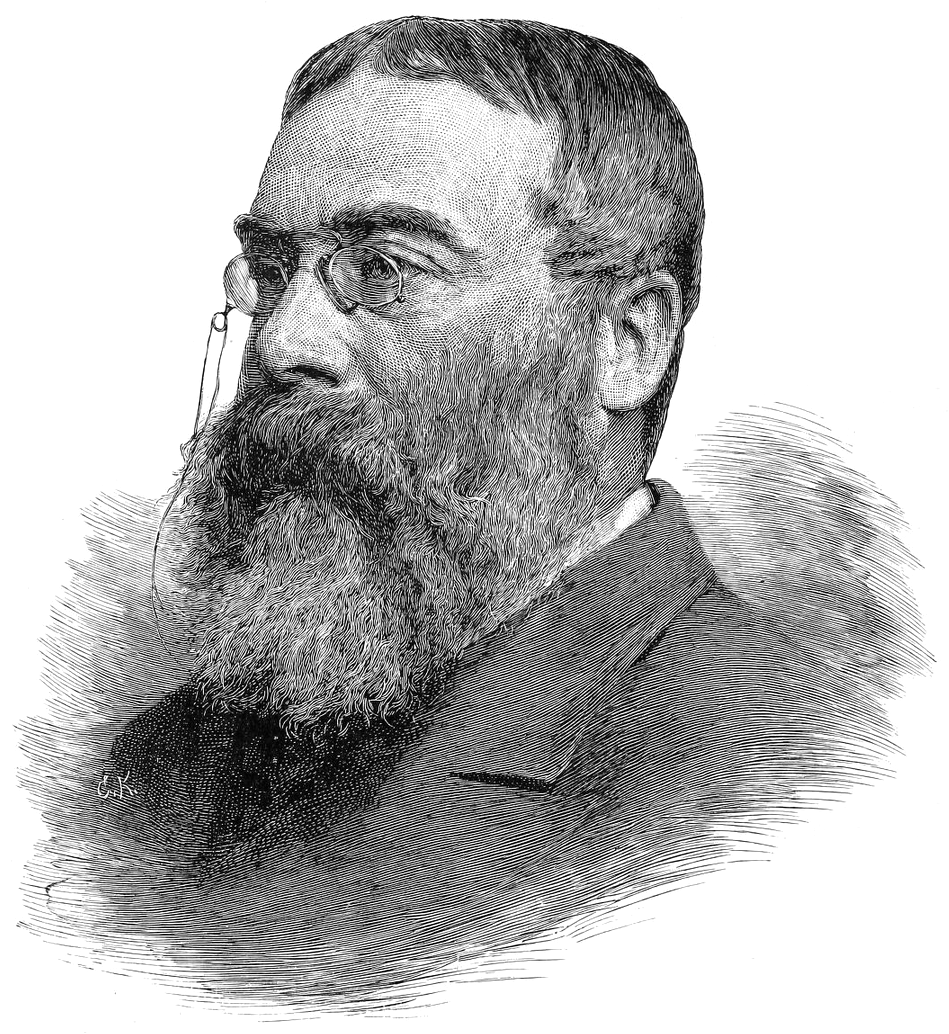
Walter Besant, Holzstich von Gustav Kruell, 1890

Sir Walter Besant (* 14. August 1836 in Portsmouth, England; † 9. Juni 1901 in Hampstead, London, England) war ein englischer Sozialreformer und Schriftsteller, der vor allem auf das städtische Massenelend aufmerksam machte. Neben Essays und historischen Abhandlungen schrieb er zahlreiche Romane. Sein Bruder Frank war mit der Frauenrechtlerin und Theosophin Annie Besant verheiratet. Besant gehörte den Freimaurern an.

## Leben
Nach dem Besuch von King’s College London und Christ’s College in Cambridge (Graduierung 1859) war Besant als Mathematiklehrer tätig. 
1861 übernahm er eine Professur am Royal College in Mauritius, kehrte der Insel im Indischen Ozean aber nach sechs Jahren wegen gesundheitlicher Probleme den Rücken. Von 1868 bis 1885 war er Sekretär des in London ansässigen Palestine Exploration Fund. Seine erste Veröffentlichung legte er 1868 mit Studien über französische Poesie vor. 1871 wurde Besant von der Anwaltskammer Lincoln’s Inn als Rechtsanwalt zugelassen. Im selben Jahr begann seine Zusammenarbeit mit dem Schriftsteller James Rice, der einige heitere Unterhaltungsromane entsprangen, die überraschend erfolgreich waren. Mit Rice’ Tod 1882 endete diese Zusammenarbeit. Im Folgenden verfasste Besant sozialkritische Romane unter eigener Flagge, die einiges bewirkten. Von All in the garden fair (1883) etwa heißt es, Rudyard Kipling habe diesem Buch in Something of Myself bescheinigt, es habe ihn bewogen, Indien zu verlassen und Schriftsteller zu werden. Mit Romanen wie All Sorts an Conditions of Men (1882) oder Children of Gibeon (1886) suchte Besant erklärtermaßen das Gewissen der Öffentlichkeit angesichts des Elends in den Armenvierteln britischer Städte aufzurütteln. Ein praktischer Erfolg war beispielsweise die Eröffnung eines People’s Palace im Londoner Osten. In anderen Veröffentlichungen widmete sich Besant der Geschichte und Topographie der britischen Hauptstadt. 
Seit 1873 verstand und betätigte er sich auch als Freimaurer. 1886 regte er die Gründung der wissenschaftlich orientierten Loge Quatuor Coronati Lodge an, in der er als Schatzmeister fungiert. Zudem war er Schatzmeister der Atlantic Union, einer Vereinigung, die sich die Verbesserung der sozialen Beziehungen zwischen Briten und Nordamerikanern angelegen sein ließ.
1895 wurde er zum Knight Bachelor („Sir“) geschlagen.

## Bibliografie
Romane und Erzählungen
- Ready-Money Mortiboy (3 Bde., 1872, mit James Rice)
- My Little Girl (3 Bde., 1873, mit James Rice)
- With Harp and Crown (3 Bde., 1875, mit James Rice)
- The Case of Mr. Lucraft and other tales (2 Bde., 1876, mit James Rice)
- The Golden Butterfly (3 Bde., 1876, mit James Rice)
- This Son of Vulcan (3 Bde., 1876, mit James Rice)
- By Celia’s Arbour: A tale of Portsmouth town (3 Bde., 1878, mit James Rice)
- The Monks of Thelema (3 Bde., 1878, mit James Rice)
- „Twas in Trafalgar’s Bay“ and other stories (2 Bde., 1879, mit James Rice)
- The Seamy Side (3 Bde., 1880, mit James Rice)
- The Chaplain of the Fleet (3 Bde., 1881, mit James Rice)
- All Sorts and Conditions of Men (3 Bde., 1882)
- The Revolt of Man (1882)
- All in a Garden Fair (3 Bde., 1883)
- The Captains’ Room etc. (3 Bde., 1883)
- Dorothy Forster (3 Bde., 1884)
- Uncle Jack &c (1885)
- Children of Gibeon (3 Bde., 1886)
- The Ten Years’ Tenant and other stories (3 Bde., 1886, mit James Rice)
- The World Went Very Well Then (3 Bde., 1887)
- Herr Paulus (3 Bde., 1888)
- The Inner House (1888)
- Doubts of Dives (1889)
- For Faith and Freedom (3 Bde., 1889)
- The Bell of St. Paul's (3 Bde., 1889)
- To Call Her Mine &c (1889)
- Armorel of Lyonesse (3 Bde., 1890)
- The Holy Rose &c (1890)
- St. Katherine’s by the Tower (3 Bde., 1891)
- Verbena, Camellia, Stephanotis, &c (1892)
- The Ivory Gate (3 Bde., 1893)
- The Rebel Queen (3 Bde., 1893)
- Beyond the Dreams of Avarice (1895)
- In Deacon’s Orders &c (1895)
- The City of Refuge (3 Bde., 1896)
- The Master Craftsman (2 Bde., 1896)
- A Fountain Sealed (1897)
- The Changeling (1898)
- Alfred (1899)
- The Orange Girl (1899)
- For Britain’s Soldiers (1900, mit W. L. Alden)
- The Alabaster Box (1900)
- The Fourth Generation (1900)
- The Lady of Lynn (1901)
- A Five Years’ Tryst and other stories (1902)
- No Other Way (1902)

Sachliteratur allgemein
- Bourbon’ Journal, August 1863 (1933)
- Studies in Early French Poetry (1868)
- Jerusalem, the City of Herod and Saladin (1871, mit E. H. Palmer)
- The French Humourists from the 12th to the 19th century (1873)
- Constantinople. A sketch of its history from its foundation to its conquest by the Turks in 1453 (1879, mit W.J.B.)
- Gaspard de Coligny. The New Plutarch (1879)
- Rabelais (1879)
- Sir Richard Whittington, Lord Mayor of London (1881, mit James Rice)
- The Life and Achievements of Edward Henry Palmer (1883)
- The Art of Fiction (1884)
- Fifty Years Ago (1888)
- The Eulogy of Richard Jefferies (1888)
- Captain Cook. English Men of Action (1890)
- The Queen’s Reign and its commemoration (1897)
- The Pen and the Book (1899)
- Autobiography (1902)
- As we are and as we may be (1903)
- Essays and Historiettes (1903)
- The Story of King Alfred (1912)

Sachliteratur zu London
- London (1892)
- London (1894)
- Westminster (1895)
- South London (1899)
- East London (1901)
- London in the Eighteenth Century (1902)
- Holborn and Bloomsbury (1903, mit G. E. Mitton)
- London in the Time of the Stuarts (1903)
- The Strand District (1903, mit G. E. Mitton)
- The Thames (1903)
- London in the Time of the Tudors (1904)
- Medieval London (2 Bde., 1906)
- Early London: prehistoric, Roman, Saxon, and Norman (1908)
- Shoreditch and the East End (1908)
- London in the Nineteenth Century (1909)
- London. City (1910)
- London, North of the Thames (1911)
- London, South of the Thames (1912)

Übersetzte Kurzgeschichten
- The Case of Mr Lucraft (1876, in: The Case of Mr Lucraft and Other Tales, mit James Rice)
  - Deutsch: Ein gesegneter Appetit. In: Walter Spiegl und Ingrid Spiegl (Hrsg.): Ullstein Kriminalmagazin 15. Ullstein Krimi #1243, 1969.
- The Ten Years’ Tenant (1886, in: The Ten Years’ Tenant and other stories, mit James Rice)
  - Deutsch: Der Heiratsrekordhalter : Phantastische Novelle aus Queen Victorias Zeit. Lindenstruth, Gießen 2008, ISBN 978-3-934273-61-0.